# L'Anglada (la Nou de Berguedà)
L'Anglada és una masia de Malanyeu, municipi de La Nou de Berguedà (Berguedà) inclosa en l'Inventari del Patrimoni Arquitectònic de Catalunya.

## Descripció
Es tracta d'una obra construïda a principis del segle xviii, és una masia d'estructura clàssica coberta a dues vessants i amb el carener perpendicular a la façana, orientada a llevant. La masia és feta amb maçoneria. A la façana s'obre una porta central i una galeria de tres arcs de mig punt. Els emmarcaments de portes i finestres són fets amb obra i sostinguts per pilars del mateix material que el del segle xix.

## Història
Està construïda dins del dominis senyorials que el monestir de Santa Maria de Ripoll tenia a Malanyeu, és documentada des de finals del segle xvii. En els anys noranta va ser adaptada a hostal.